# Big Brovaz
I Big Brovaz sono stati un gruppo musicale britannico, formatosi nel 2001.

## Storia
Ad ottobre 2002 i Big Brovaz hanno pubblicato il loro singolo di debutto Nu Flow, che ha trovato successo a livello internazionale, raggiungendo la 3ª posizione della Official Singles Chart e della ARIA Singles Chart e la vetta in Nuova Zelanda. Nel mese successivo è uscito il loro primo album omonimo, anch'esso entrato in numerose classifiche, e alla numero 6 in madrepatria, dove è stato certificato disco di platino. Nel 2003 hanno confermato il loro successo con la pubblicazione di altri singoli dal loro disco: infatti, OK, Favourite Things e Baby Boy hanno tutti raggiunto la top ten nel Regno Unito. L'anno seguente sono apparsi nel film Scooby-Doo 2 - Mostri scatenati, dove hanno cantato una cover di Thank You (Falettinme Be Mice Elf Agin), in seguito estratto dalla colonna sonora come singolo.
Nello stesso anno il rapper Flawless è stato arrestato all'aeroporto di Los Angeles e allontanato dal gruppo, composto da quel momento da cinque membri. Hanno poi pubblicato il singolo Yours Fatally come anticipazione del secondo album ma si è fermato al 15º posto della classifica nazionale, deludendo le aspettative della loro etichetta che li ha quindi licenziati. Dopo una pausa, nel 2006 si sono riuniti per pubblicare il loro secondo album Re-Entry. Sei anni più tardi sono tornati in occasione di un tour in Australia con tre membri del gruppo pop S Club 7.

## Discografia

### Album in studio
- 2001 – Nu-Flow
- 2007 – Re-Entry

### Singoli
- 2002 – Nu Flow
- 2003 – OK
- 2003 – Favourite Things
- 2003 – Baby Boy
- 2003 – Ain't What You Do
- 2004 – We Wanna Thank You (The Things You Do)
- 2004 – Thank You (Falettinme Be Mice Elf Agin)
- 2004 – Yours Fatally
- 2006 – Hangin' Around
- 2007 – Big Bro Thang